# Championnat d'Afrique féminin de football 1998
Navigation
Édition précédente Édition suivante
Le Championnat d'Afrique de football féminin 1998 est la première édition officielle du Championnat d'Afrique de football féminin reconnue par la Confédération africaine de football (CAF) et qui met aux prises les meilleures sélections nationales féminines de football affiliées à la CAF.
L'édition 1998 du Championnat d'Afrique se déroule du 17 au 30 octobre 1998 au Nigeria. En avril, les sélections nationales africaines participent à un tour préliminaire, dans le but de désigner les six équipes pouvant prendre part au tournoi final en compagnie du Nigeria, qualifié d'office en tant que pays organisateur.
La compétition est remportée par le pays hôte, le Nigéria, qui s'impose en finale face au Ghana sur le score de 2-0. Il s'agit du premier titre officiel du Nigeria et de la première finale jouée par les Ghanéennes. La République démocratique du Congo termine à la troisième place.
Le tournoi sert aussi de qualification pour la Coupe du monde de football féminin 1999. Les finalistes se qualifient pour le tournoi se déroulant aux États-Unis.

## Villes et stades retenus
Le stade Ahmadu-Bello de Kaduna et le Gateway Stadium (en) d'Abeokuta sont les deux stades retenus pour ce championnat d'Afrique.

## Tour préliminaire
Le tour préliminaire de ce championnat d'Afrique a lieu les 28 et 29 avril 1998 pour les matchs aller et les 10 et 12 mai pour les matchs retour. Le Nigeria est dispensé de ce tour en tant que pays organisateur de la phase finale.
| Équipe 1       | Résultat | Équipe 2 | Aller  | Retour |
| -------------- | -------- | -------- | ------ | ------ |
| Mozambique     | 7 – 2    | Lesotho  | 3 - 0  | 4 - 2  |
| Afrique du Sud | 15 – 0   | Eswatini | 9 - 0  | 6 - 0  |
| Égypte         | 1 – 2    | Ouganda  | 1 - 1  | 0 - 1  |
| Ghana          | 19 – 0   | Guinée   | 11 - 0 | 8 - 0  |
| Namibie        | forfait  | RD Congo | -      | -      |
| Sierra Leone   | forfait  | Cameroun | -      | -      |
| Kenya          | forfait  | Maroc    | -      | -      |

## Nations qualifiées
Huit équipes participent à la compétition.
| Nation         |
| Nigeria        |
| Ghana          |
| Afrique du Sud |
| Maroc          |
| Cameroun       |
| Égypte         |
| RD Congo       |
| Mozambique     |

## Déroulement de la phase finale
Les rencontres du tournoi se disputent selon les lois du jeu, qui sont les règles du football définies par l'International Football Association Board (IFAB).
La compétition se dispute sur deux tours. Le premier tour se joue par groupes de quatre équipes, la répartition des équipes dans les différents groupes étant déterminée par tirage au sort. Le deuxième tour est une phase à élimination directe.

### Phase de groupes

#### Format et règlement
Au premier tour, les équipes participantes sont réparties en deux groupes de trois ou quatre équipes. Chaque groupe se dispute sous la forme d'un championnat. Dans chaque groupe, chaque équipe joue un match contre tous ses adversaires. Les deux premières équipes de chaque poule se qualifient pour les demi-finales, les autres sont éliminées. Le classement des groupes utilise un système de points, où les points suivants sont attribués à chaque match joué :
- 3 points pour un match gagné;
- 1 point pour un match nul;
- 0 point pour un match perdu.

Si à l’issue du premier tour, plusieurs équipes ont le même nombre de points, les buts marqués et encaissés sont pris en compte. Les critères suivants sont utilisés pour déterminer le classement des équipes :
1. Le plus grand nombre de points obtenus
2. La différence de buts entre équipes à égalité sur la rencontre les opposant
3. Le plus grand nombre de buts marqués entre équipes à égalité sur la rencontre les opposant
4. La différence de but entre équipes à égalité comprenant tous les matchs du groupe
5. Le plus grand nombre de buts marqués entre équipes à égalité comprenant tous les matchs du groupe
6. Classement du fair-play.
7. Tirage au sort.

#### Groupe A
Tous les matchs du groupe A se déroulent au stade Ahmadu-Bello de Kaduna.
| Rang | Équipe   | Pts | J | G | N | P | Bp | Bc | Diff |
| ---- | -------- | --- | - | - | - | - | -- | -- | ---- |
| 1    | Nigeria  | 9   | 3 | 3 | 0 | 0 | 20 | 0  | +20  |
| 2    | RD Congo | 4   | 3 | 1 | 1 | 1 | 4  | 7  | -3   |
| 3    | Maroc    | 4   | 3 | 1 | 1 | 1 | 4  | 9  | -5   |
| 4    | Égypte   | 0   | 3 | 0 | 0 | 3 | 2  | 14 | -12  |

| Match | Date       | Équipe 1 | Résultat | Équipe 2 |
| ----- | ---------- | -------- | -------- | -------- |
| 1     | 17 octobre | Nigeria  | 8 – 0    | Maroc    |
| 2     | 17 octobre | RD Congo | 4 – 1    | Égypte   |
| 4     | 20 octobre | Maroc    | 4 – 1    | Égypte   |
| 5     | 20 octobre | Nigeria  | 6 – 0    | RD Congo |
| 7     | 23 octobre | Maroc    | 0 – 0    | RD Congo |
| 8     | 23 octobre | Nigeria  | 6 – 0    | Égypte   |

#### Groupe B
Tous les matchs du groupe B se déroulent au Gateway Stadium (en) d'Abeokuta. Le Mozambique déclare forfait avant le début de la compétition.
| Rang | Équipe         | Pts | J | G | N | P | Bp | Bc | Diff |
| ---- | -------------- | --- | - | - | - | - | -- | -- | ---- |
| 1    | Ghana          | 6   | 2 | 2 | 0 | 0 | 7  | 1  | +6   |
| 2    | Cameroun       | 3   | 2 | 1 | 0 | 1 | 4  | 5  | -1   |
| 3    | Afrique du Sud | 0   | 2 | 0 | 0 | 2 | 2  | 7  | -5   |

| Match | Date       | Équipe 1 | Résultat | Équipe 2       |
| ----- | ---------- | -------- | -------- | -------------- |
| 3     | 18 octobre | Ghana    | 4 – 0    | Afrique du Sud |
| 6     | 21 octobre | Cameroun | 3 – 2    | Afrique du Sud |
| 9     | 24 octobre | Ghana    | 3 – 1    | Cameroun       |

### Phase à élimination directe

#### Format
La deuxième phase est disputée en élimination directe et comprend des demi-finales, un match pour la troisième place et une finale. Les vainqueurs sont qualifiés pour le tour suivant, les perdants éliminés.

#### Tableau final
|  | Demi-finales          | Demi-finales        |                        |     | Finale                | Finale                |
|  | Demi-finales          | Demi-finales        |                        |     | Finale                | Finale                |
|  |                       |                     |                        |     |                       |                       |
|  | 27 octobre à Kaduna   | 27 octobre à Kaduna |                        |     | 31 octobre à Abeokuta | 31 octobre à Abeokuta |
|  | 27 octobre à Kaduna   | 27 octobre à Kaduna |                        |     | 31 octobre à Abeokuta | 31 octobre à Abeokuta |
|  | Nigeria               | 6                   |                        |     | 31 octobre à Abeokuta | 31 octobre à Abeokuta |
|  | Nigeria               | 6                   |                        |     | 31 octobre à Abeokuta | 31 octobre à Abeokuta |
|  | Cameroun              | 0                   |                        |     | 31 octobre à Abeokuta | 31 octobre à Abeokuta |
|  | Cameroun              | 0                   | Nigeria                | 2   |                       |                       |
|  | 27 octobre à Abeokuta |                     | Nigeria                | 2   |                       |                       |
|  |                       | Ghana               | 0                      |     |                       |                       |
|  | Ghana                 | Ghana               | 0                      | 4ap |                       |                       |
|  | Ghana                 |                     |                        | 4ap |                       |                       |
|  | RD Congo              | 1                   |                        |     |                       |                       |
|  | RD Congo              | 1                   | Match pour la 3e place |     |                       |                       |
|  |                       |                     |                        |     |                       |                       |
|  | 30 octobre à Abeokuta |                     |                        |     |                       |                       |
|  |                       |                     |                        |     |                       |                       |
|  | RD Congo              | 3 (3)tab            |                        |     |                       |                       |
|  | RD Congo              | 3 (3)tab            |                        |     |                       |                       |
|  | Cameroun              | 3 (1)0              |                        |     |                       |                       |
|  | Cameroun              | 3 (1)0              |                        |     |                       |                       |